# Кубок світу з тріатлону 2010
Кубок світу з тріатлону в 2010 році складався з восьми окремих турнірів. Їх організатором була Міжнародна федерація тріатлону. Всі змагання проходити на олімпійській дистанції: плавання — 1,5 км, велогонка — 40 км і біг — 10 км. Окрім призових коштів, кращі спортсмени кожного етапу отримували бали до загального заліку Всесвітньої чемпіонської серії.

## Календар
| Дата          | Місто       | Країна         | Призовий фонд (долари США) |
| ------------- | ----------- | -------------- | -------------------------- |
| 27-28 березня | Мулулаба    | Австралія      | 50000                      |
| 18 квітня     | Монтеррей   | Мексика        | 50000                      |
| 25 квітня     | Ішігакі     | Японія         |                            |
| 13 червня     | Де-Мойн     | США            | 1000000                    |
| 10 липня      | Голтен      | Нідерланди     | 50000                      |
| 8 серпня      | Тисауйварош | Угорщина       | 50000                      |
| 10 жовтня     | Уатулько    | Мексика        | 50000                      |
| 16 жовтня     | Тхоньєн     | Південна Корея | 50000                      |

## Чоловіки
| Місто       | Золото             | Срібло            | Бронза          |
| ----------- | ------------------ | ----------------- | --------------- |
| Мулулаба    | Бред Калефельд     | Стюарт Гейс       | Джеймс Сіар     |
| Монтеррей   | Жуан Сілва         | Метт Шарбот       | Грегор Бухгольц |
| Ішігакі     | Валентин Мещеряков | Ючі Хосода        | Риосуке Ямамото |
| Де-Мойн     | Тім Дон            | Кріс Джемелл      | Кортні Аткінсон |
| Голтен      | Іван Тутукін       | Юліан Малишев     | Жуан Перейра    |
| Тисауйварош | Рейнальдо Колуккі  | Крісанто Грахалес | Мартин Крнявек  |
| Уатулько    | Хав'єр Гомес       | Руді Вільд        | Метт Шарбот     |
| Тхоньєн     | Ден Вілсон         | Орельєн Рафаель   | Венсан Луї      |

## Жінки
| Місто       | Золото           | Срібло             | Бронза          |
| ----------- | ---------------- | ------------------ | --------------- |
| Мулулаба    | Вендула Фрінтова | Томоко Сакімото    | Ліз Блетчфорд   |
| Монтеррей   | Пола Фіндлей     | Ай Уеда            | Ліне Єнсен      |
| Ішігакі     | Кійомі Нівата    | Ліз Блетчфорд      | Ай Уеда         |
| Де-Мойн     | Емма Сноусілл    | Емма Моффатт       | Гелен Дженкінс  |
| Голтен      | Ерін Деншем      | Аннамарія Маццетті | Радка Водічкова |
| Тисауйварош | Юлія Сапунова    | Джоді Сваллоу      | Карла Морено    |
| Уатулько    | Ай Уеда          | Нікола Шпіріг      | Рахель Кламер   |
| Тхоньєн     | Джоді Сваллоу    | Аня Діттмер        | Айнгоа Муруа    |

## Учасники
Українські тріатлоністи брали участь у шести етапах з восьми:
| Місто       | Чоловіки                                                           | Жінки                                      |
| ----------- | ------------------------------------------------------------------ | ------------------------------------------ |
| Мулулаба    | Данило Сапунов (5)                                                 | Юлія Єлістратова (26)                      |
| Де-Мойн     | Данило Сапунов (23) Максим Крят (49) Андрій Глущенко               | Юлія Єлістратова (28)                      |
| Голтен      | Данило Сапунов (5) Олексій Сюткін (9) Роман Король Андрій Глущенко | Юлія Єлістратова (12)                      |
| Тисауйварош | Андрій Глущенко (8) Антон Вітолін (49) Максим Чорний               | Юлія Єлістратова (1)                       |
| Уатулько    | Данило Сапунов (16)                                                | Юлія Єлістратова (28)                      |
| Тхоньєн     | Данило Сапунов (25) Олексій Сюткін (54)                            | Юлія Єлістратова (17) Олеся Пристайко (24) |

## Велика таблиця
За 20 сезонів існування турніру:
| Місце | Країна          | Старий формат | 2009 | 2010 | Всього |
| ----- | --------------- | ------------- | ---- | ---- | ------ |
| 1     | Австралія       | 141           | 3    | 4    | 148    |
| 2     | США             | 54            | 1    | 1    | 56     |
| 3     | Канада          | 41            | 2    | 1    | 44     |
| 4     | Нова Зеландія   | 38            | 1    |      | 39     |
| 5     | Велика Британія | 23            |      | 1    | 24     |
| 6     | Португалія      | 20            |      | 1    | 21     |
| 7     | Іспанія         | 15            |      | 1    | 16     |
| 8     | Франція         | 15            |      |      | 15     |
|       | Німеччина       | 15            |      |      | 15     |
| 10    | Бразилія        | 7             |      | 1    | 8      |
| 11    | Чехія           | 6             |      | 1    | 7      |
| 12    | Данія           | 6             |      |      | 6      |
| 13    | Україна         | 5             |      | 1    | 6      |
| 14    | Японія          | 1             | 2    | 2    | 5      |
| 15    | Казахстан       | 4             |      |      | 4      |
|       | Швейцарія       | 4             |      |      | 4      |
| 17    | Аргентина       | 3             |      |      | 3      |
|       | Росія           | 0             | 1    | 2    | 3      |
| 19    | Угорщина        | 2             |      |      | 2      |
|       | Бельгія         | 2             |      |      | 2      |
|       | Нідерланди      | 2             |      |      | 2      |
|       | ПАР             | 2             |      |      | 2      |
|       | Венесуела       | 2             |      |      | 2      |
| 24    | Ірландія        | 1             |      |      | 1      |
|       | Мексика         | 1             |      |      | 1      |
|       | Швеція          | 1             |      |      | 1      |
|       | Всього          | 411           | 10   | 16   | 437    |